# Miconia mapirensis
Miconia mapirensis är en tvåhjärtbladig växtart som beskrevs av Henry Allan Gleason. Miconia mapirensis ingår i släktet Miconia och familjen Melastomataceae. Inga underarter finns listade i Catalogue of Life.